# 삼봉집목판
삼봉집목판(三峰集木版)은 대한민국 경기도 평택시에 있는 조선시대의 목판이다. 1986년 5월 7일 경기도의 유형문화재 제132호로 지정되었다.

## 개요
조선 전기의 학자이자 문신이며, 조선개국의 으뜸공신인 삼봉 정도전(1337∼1398)의 시문과 글을 모은『삼봉집』의 목판이다.
정도전은 공민왕 11년(1360) 진사시에 합격하여 벼슬길에 올랐다. 고려 때 성균관 박사로 있으면서 정몽주와 함께 명륜당에서 성리학을 가르치기도 했으며, 조선이 건국된 후에는 개국일등공신으로 문하시랑찬성사를 거쳐 삼도도총제사, 보문관대학사 등 중요한 직을 겸임하여 정권과 병권을 한몸에 안았다. 1396년 이후 명나라가 조선의 내정을 계속 간섭하자 요동수복계획을 세웠으며, 이를 실천하던 중 제1차 왕자의 난 때 이방원(후의 태종)의 기습을 받아 목숨을 잃었다. 태조 2년(1393)에는 이성계의 조선건국을 찬양하는 「문덕곡」, 「몽금척」, 「수보록」 등을 지어 바치기도 했다. 그의 사상이나 경제와 백성들에 대한 사랑은 조선을 세우는 사상적·이론적·제도적인 밑받침이 되었다. 시호는 ‘문헌’이다.
원래『삼봉집』은 조선 태조 6년(1397) 정도전의 아들 정진이 2권으로 처음 간행하였으나, 세조 11년(1465) 안동부에서 6권 6책으로 재간행하였다. 그리고 다시 성종 17년(1486)에 8권 8책으로 발행하였으나 정조 15년(1791) 임금의 명에 따라 모두 14권 7책 분량으로 총 228판 목판으로 발행하였다. 그 가운데 중요한 것은 5∼6권에는 중앙집권체제를 강조한『경제문감』과 7∼8권에는 조선시대 법전인『경국대전』의 모체가 된『조선경국전』그리고 9-10권에는『불씨잡변』,『심기리현』, 11∼12권에는 고려 역대왕의 치적을 실은『경제문감별집』등이 수록되어 있다.
이 목판은 글자 새김이 정교하여 인쇄문화사 연구에 귀중한 자료일 뿐만 아니라 조선왕조 건국이념이기도 한 정도전의 정치, 경제, 철학 사상이 망라된 것이라는 점에서 그 가치가 더욱 높이 평가된다.

## 같이 보기
- 정도전
- 삼봉집

## 참고 문헌
- 삼봉집목판 - 국가유산청 국가유산포털